# Чугинка (річка)
Чугинка або Чугунка — річка в Україні, права притока Деркула. Басейн Сіверський Донця.
Витік річки розташований на околицях села Чугинка, тече річка на схід, потім повертає на північний схід і не далеко від гирла тече на північ. Довжина річки 11 км, площа водозбірного басейну 80,7 км², похил 5,5 м/км.